# Afrikaanse reuzenijsvogel
De Afrikaanse reuzenijsvogel (Megaceryle maxima) is een vogel uit de familie ijsvogels (Alcedinidae). Het is de grootste vertegenwoordiger uit deze familie in Afrika.

## Kenmerken
De Afrikaanse reuzenijsvogel wordt 42 tot 46 cm lang en weegt 255 tot 426 gram, mannetjes gemiddeld zwaarder dan vrouwtjes. De vogel heeft een forse zwarte (donkergrijze) snavel. De bovenzijde is zwart-donkergrijs met witte spikkeling. Het mannetje heeft een kastanjekleurige borst en een witte buik met donkere spikkeling en donkere banden langs de zijde. Het vrouwtje heeft juist een witte borst met donkere spikkeling met kastanjekleurige buik.

## Leefwijze
Het volwassen dier leeft van krabben, vis en kikkers, die hij duikend vanaf een tak boven het water vangt.

## Voortplanting
De Afrikaanse reuzenijsvogel broedt van augustus tot januari in een holte in rivieroevers. Hij legt drie tot vijf eieren.

## Verspreiding en leefgebied
Er worden twee ondersoorten onderscheiden:
- M. m. maxima (Pallas, 1769): in open landschappen van Senegal oostelijk tot het westen van Ethiopië en zuidelijk tot in Z-Angola, Botswana en vooral het oosten van Zuid-Afrika.
- M. m. gigantea (Swainson, 1837): in bosrijke gebieden in Liberia, N-Nigerië, Tanzania en bosrijk gebied in Angola.

In overgangsgebied vindt vermenging van deze ondersoorten plaats.
Deze ijsvogel komt voor in tal van landschappen, mits water aanwezig, dus rivieren door bossen of door savannelandschappen, lagunes langs zeekusten en riviermondingen, maar ook bij plassen, gedeeltelijk opgedroogde rivieren, irrigatiekanalen, visvijvers en siervijvers in tuinen. In Tanzania komt de soort voor tot 1600 m boven zeeniveau.

## Status
De Afrikaanse reuzenijsvogel heeft een groot verspreidingsgebied en daardoor is de kans op de status  kwetsbaar (voor uitsterven) gering. De grootte van de populatie is niet gekwantificeerd, maar de vogel is plaatselijk algemeen. De indruk bestaat dat de vogel achteruit gaat in aantal. Echter, het tempo van achteruitgang ligt onder de 30% in tien jaar (minder dan 3,5% per jaar). Om deze redenen staat deze ijsvogel als niet bedreigd op de Rode Lijst van de IUCN.